# Кабадайы, Керем
Кере́м Кабадайы (тур. Kerem Kabadayı) — поэт, музыкант (барабанщик). Является одним из основателей и участником турецкой рок-группы Mor ve Ötesi.

## Биография
Родился 20 декабря 1977 года в городе Анкара. Его родителей зовут Улку Кабадайы (отец), Мюжде Кабадайы (мать).

### Образование
В период с 1983—1988 проучился в Бахарийской начальной школе (Bahariye İlkokulu). Затем учился в Частном немецком лицее Стамбула (İstanbul Özel Alman Lisesi) (1988—1996), где познакомился с Харуном Текином. В 2000 году окончил факультет производства университета Коч. В период с 2001 по 2004 года Керем продолжал обучение в Босфорском университете на факультете истории архитектуры, урбанизации и современного искусства. Он окончил его с дипломной работой «Капиталистическая урбанизация Турции в период между 1920-ми и началом 1990-х: альтернативная интерпретация» с наклоном на марксистскую урбанизацию и теорию истории. Также читал лекции (2000—2004) в университете Коч на факультете науки и литературы. Он ушёл с этой работы и начал обучение в аспирантуре по истории архитектуры в Техническом университете Стамбула.

### Творческая деятельность
Литература
Первая изданная статья Керема была напечатана в журнале о компьютерных технологиях «Amiga Dunyasi» ещё в 1992. Но в этом же году журнал прекратил своё существование. С 2003 Кабадайы писал для журнала «Asklepios» (журнал о медицине).
Музыка
Керем Кабадайы начал играть на барабанах как любитель в 1990 году. Тогда, он взял уроки у барабанщика турецкой рок-группы Whisky Алпея Асена Салта, после чего продолжил музыкальную карьеру с группой «Decision» («Решение»), состоявшей из Сахина Йалабыка (вокал), Харуна Текина (гитара), Дэрина Эсмэра (гитара), Алпера Текина (бас-гитара) до 1994.
После ухода Сахина Йалабыка музыканты решили перейти на турецкую лирику, основав в 1995 году группу Mor ve Ötesi («Фиолетовый и дальше»). Первый альбом Şehir был издан в 1996 году. Керем Кабадайы стал автором четырёх песен альбома: Sabahın Köründe, Uyku, Past и Reality. Uyku это первая песня группы на турецком языке.